# Kesso Barry
Pour les articles homonymes, voir Barry.
Kesso Barry, née en 1948, est une princesse peule de Guinée (fille d’un des derniers almamy du  Fouta-Djalon), auteure, un moment mannequin. Elle est notamment connue pour un récit autobiographique en français. Cette autobiographie apporte un témoignage de femme sur l’éducation traditionnelle de la noblesse peule, et relate également sa fuite vers une vie occidentale à Paris où elle ne parvient pas à s’intégrer totalement, en tant que femme noire.

## Biographie
Elle est née en 1948,  dans la région de Mamou. Son père, Al Hajj Ibrahima Sory-Dara est l’almamy de Mamou jusqu’en 1958, dans le cadre du régime colonial français, puis un chef coutumier suprême jusqu’à sa mort en 1975,. Elle  fait ses études dans des écoles coraniques et primaires à Mamou, avant de poursuivre ses études à Conakry et à Dakar. Elle est mariée à l'âge de 15 ans et a deux enfants. En 1966, après avoir divorcé de ce premier mari, elle épouse un français et s'installe à Paris. Elle mène une carrière dans la mode et écrit un roman autobiographique,,.
Cette autobiographie constitue un témoignage sur la noblesse peule et ses codes culturels. Kesso Barry se montre sensible, notamment, aux rapports entre les hommes et les femmes, en observant  son père polygame, sa mère et les autres coépouses. Elle fait figure de rebelle dès son adolescence, et de plusieurs façons : elle transgresse l’ordre masculin/féminin en dédaignant les jeux des jeunes filles pour s’associer à ceux des garçons ; elle transgresse les choix vestimentaires à plusieurs reprises ; et elle transgresse l’ordre politique qui veut qu'une fille d'almamy se montre particulièrement réservée et accepte l’époux qu’on lui choisit. Elle réussit à choisir l’homme de son ethnie qu’elle épouse, mais qui ne correspond pas aux attentes de sa famille royale, un fils cadet d’une modeste famille. Le contexte de la décolonisation, en cours, transparaît aussi dans son récit avec l’institutrice africaine, membre du Rassemblement démocratique africain, qui incite les jeunes filles à s’habiller en short pour faire du sport, au grand dam d'une partie de la communauté villageoise. 
Lorsque son premier époux ne lui apporte plus l’échappatoire escompté envers la société traditionnelle, elle franchit une étape plus radicale en retenant l’attention d’un industriel et énarque français opérant depuis peu en Guinée. Elle choisit de s’occidentaliser, en rompant son premier mariage, en épousant cet industriel et en quittant son pays pour la France. Mais elle est ensuite confrontée à une intégration difficile dans la société française où elle n’est pas complètement acceptée en tant que Noire.

## Publication
- Kesso Barry, Kesso, princesse peuhle, Paris, Éditions Seghers, 1988.